# 서곤
서곤(徐琨, ? - ?)은 중국 후한 말기의 무장이다. 양주 오군 부춘현 사람이다.

## 행적
사적은 《삼국지》 권50 비빈전에 기록되어 있다.
젊어서 지방관에 출사했다가, 세상이 어지러워 관직을 떠나고, 손견(孫堅)을 좇아 공을 세워 편장군이 되었다. 손견 사후 손책(孫策)을 좇아, 횡강진에 주둔한 번능(樊能), 우미(于糜)를 치고, 당리구의 장영(張英)을 치는데, 배가 부족했으므로 군대를 머무르기를 구했다. 군중에 있던 서곤의 어머니가 갈대로 떼를 만들고 그것과 배로 강을 건너는 방책을 말해 주자, 서곤은 이를 손책에게 말하고, 손책은 그대로 시행하여 강을 건너 마침내 장영을 무찌르고 착융(笮融)과 유요(劉繇)마저 달아나게 해, 계획한 바를 이루었다. 손책은 표를 올려 서곤을 단양태수로 삼았는데, 마침 원술(袁術)을 섬겨 광릉태수를 지내던 오경(吳景)이 황제를 자칭한 원술을 버리고 손책에게 오자 손책은 오경으로 단양태수를 삼고서곤은 독군중랑장으로 병사를 거느리게 했다. 여강태수 이술을 무찌르는 데 종군하여 광덕후가 되고 평로장군으로 옮겼다. 황조(黃祖) 토벌 중 유시에 맞아 죽었다.

## 친척 관계
| 손견(孫堅) | 손견(孫堅) | 손견(孫堅) | 손견(孫堅) | 손견(孫堅) | 손견(孫堅) |  |  | 손씨(孫氏) | 손씨(孫氏) | 손씨(孫氏) | 손씨(孫氏) | 손씨(孫氏)     | 손씨(孫氏)     |                |                | 서진(徐眞)     | 서진(徐眞)     | 서진(徐眞) | 서진(徐眞) | 서진(徐眞) | 서진(徐眞) |            |            |            |            |  |  |            |            |            |            |            |            |
| 손견(孫堅) | 손견(孫堅) | 손견(孫堅) | 손견(孫堅) | 손견(孫堅) | 손견(孫堅) |  |  | 손씨(孫氏) | 손씨(孫氏) | 손씨(孫氏) | 손씨(孫氏) | 손씨(孫氏)     | 손씨(孫氏)     |                |                | 서진(徐眞)     | 서진(徐眞)     | 서진(徐眞) | 서진(徐眞) | 서진(徐眞) | 서진(徐眞) |            |            |            |            |  |  |            |            |            |            |            |            |
|            |            |            |            |            |            |  |  |            |            |            |            |                |                |                |                |                |                |            |            |            |            |            |            |            |            |  |  |            |            |            |            |            |            |
| 손권(孫權) | 손권(孫權) | 손권(孫權) | 손권(孫權) | 손권(孫權) | 손권(孫權) |  |  |            |            |            |            | 서곤(徐琨)     | 서곤(徐琨)     | 서곤(徐琨)     | 서곤(徐琨)     | 서곤(徐琨)     | 서곤(徐琨)     |            |            |            |            |            |            |            |            |  |  |            |            |            |            |            |            |
| 손권(孫權) | 손권(孫權) | 손권(孫權) | 손권(孫權) | 손권(孫權) | 손권(孫權) |  |  |            |            |            |            | 서곤(徐琨)     | 서곤(徐琨)     | 서곤(徐琨)     | 서곤(徐琨)     | 서곤(徐琨)     | 서곤(徐琨)     |            |            |            |            |            |            |            |            |  |  |            |            |            |            |            |            |
|            |            |            |            |            |            |  |  |            |            |            |            |                |                |                |                |                |                |            |            |            |            |            |            |            |            |  |  |            |            |            |            |            |            |
|            |            |            |            |            |            |  |  |            |            |            |            |                |                |                |                |                |                |            |            |            |            |            |            |            |            |  |  |            |            |            |            |            |            |
|            |            |            |            |            |            |  |  |            |            |            |            | 서부인(徐夫人) | 서부인(徐夫人) | 서부인(徐夫人) | 서부인(徐夫人) | 서부인(徐夫人) | 서부인(徐夫人) |            |            | 서교(徐矯) | 서교(徐矯) | 서교(徐矯) | 서교(徐矯) | 서교(徐矯) | 서교(徐矯) |  |  | 서조(徐祚) | 서조(徐祚) | 서조(徐祚) | 서조(徐祚) | 서조(徐祚) | 서조(徐祚) |
|            |            |            |            |            |            |  |  |            |            |            |            | 서부인(徐夫人) | 서부인(徐夫人) | 서부인(徐夫人) | 서부인(徐夫人) | 서부인(徐夫人) | 서부인(徐夫人) |            |            | 서교(徐矯) | 서교(徐矯) | 서교(徐矯) | 서교(徐矯) | 서교(徐矯) | 서교(徐矯) |  |  | 서조(徐祚) | 서조(徐祚) | 서조(徐祚) | 서조(徐祚) | 서조(徐祚) | 서조(徐祚) |